# Paul Horiuchi
Paul Chikamasa Horiuchi (japanisch 堀内 親正 Horiuchi Chikamasa; * 12. April 1906 in Ōishi-mura (heute: Fuji-Kawaguchi-ko-machi, Yamanashi, Japan); † 22. September 1999 in Seattle, Washington) war ein japanisch-amerikanischer Künstler, der vor allem für seine Collagen und Beiträge zur Kunstszene im pazifischen Nordwesten der USA bekannt ist.

## Leben
Geboren als Chikamasa Horiuchi in Oishi, Yamanashi, Japan, begann Paul Horiuchi in jungen Jahren Kalligrafie, Sumi-Malerei und Aquarellmalerei zu studieren. 1922 emigrierte er in die Vereinigten Staaten.  Nach seiner Übersiedlung nach Seattle 1946 studierte er bei Zen-Meister Takazaki, der ihn mit Mark Tobey bekannt machte. 1954 schuf Paul Horiuchi seine erste Collage, ein Medium, das zu seinem Markenzeichen werden sollte. Er hebt sie über das rein Dekorative hinaus und untersucht ihre Beziehung zu traditionellen japanischen Quellen und zeitgenössischen amerikanischen Prinzipien der Abstraktion.

## Werk
Paul Horiuchis Werke sind bekannt für ihre romantische, ruhige und sensible Ästhetik. Seine Collagen, oft aus handgeschöpftem japanischem Papier, zeichnen sich durch subtile Farbnuancen und harmonische Kompositionen aus, die ein Gefühl innerer Harmonie vermitteln. Paul Horiuchi bezeichnete seine Collagen als „Versuche, Räume des Friedens und der Ruhe zu schaffen, um ein Gegengewicht zur Sensationslust – dem schnellen, harten Rhythmus – unserer Zeit zu bilden“. Durch den gekonnten Einsatz von Farbe und japanischem Reispapier gelang es ihm meisterhaft, seinem Publikum diesen Wunsch zu vermitteln. Ein bemerkenswertes Werk ist das Mosaik Seattle Mural im Seattle Center, das für die Weltausstellung 1962 geschaffen wurde.